# Carina Massone Negrone
La marquesa Carina Massone Negrone (Bogliasco, 20 de junio de 1911-Ibídem, 19 de marzo de 1991) fue una aviadora italiana. Se le considera una de las primeras heroínas del cielo.

## Biografía
Casada con el marqués Ambrogio Negrone (con el que tuvo un hijo, Vittorio), fue la primera italiana que obtuvo su licencia de piloto de la Reale Unione Nazionale Aeronautica (RUNA) en 1933.
Una atleta consumada (natación, esquí, tennis), ella prefería pilotear aeronaves, actividad que en aquel entonces era principalmente practicada por hombres, los supuestos intérpretes del dinamismo masculino promovido por el futurismo y el fascismo.
Ella marcó su primer récord personal el 5 de mayo de 1934, volando con un hidroavión Clase C a una altitud de 5,544 metros.
Después de este logro y con el apoyo de su amigo Italo Balbo, ella decidió batir el récord mundial de altitud de 11.289 metros marcado por Maryse Hilsz. Para prepararse, se entrenó como un piloto de la Regia Aeronautica en el aeropuerto de Guidonia Montecelio.
El 20 de junio de 1935, Carina despegó desde la base aérea de Guidonia Montecelio a bordo de un biplano Caproni Ca.113 equipado con un motor Pegasus 1110, llevando consigo una chaqueta con calefacción y un balón de oxígeno.
Debido a la rarefacción del aire y las bajas temperaturas a gran altitud (de hasta -35°C), su equipo médico no esperaba que pudiese volar por encima de los 11.000 metros.
Sin embargo, a pesar de su estado de agitación (que ella describió como euforia), por su determinación alcanzó los 12.043 metros, batiendo así el récord de Hilsz por 754 metros.
Su récord todavía se mantiente para la categoría de aeronaves propulsadas por hélice.
Ella marcó siete récords mundiales de vuelo adicionales, el último de los cuales fue el 19 de junio de 1954, volando 2.987 km desde Brescia a Luxor (Egipto) en 13 horas y 34 minutos a una velocidad promedio de 299 km/h.
En 1951 participó en una vuelta aérea de Argelia junto a Ada Marchelli a bordo de un monoplano Macchi M.B.308. También participó en varias competencias aeronáuticas internacionales y finalmente fundó una escuela de pilotos.
En 1996, los Poste italiane emitieron una estampilla conmemorativa en su honor, que tenía un valor de 750 liras. En su ciudad natal se dedicó una plaza a Carina Negrone.